# Lake Wilson
Lake Wilson är en ort i Murray County, Minnesota, USA.